# Chatham (Nowy Jork)
Chatham – miasto w Stanach Zjednoczonych, w stanie Nowy Jork, w hrabstwie Columbia.